# Marovoay (distrikt)
Marovoay District är ett distrikt i Madagaskar.   Det ligger i regionen Boenyregionen, i den norra delen av landet, 300 km norr om huvudstaden Antananarivo. Antalet invånare är 182 742. Arean är 3 804 kvadratkilometer.
Terrängen i Marovoay District är platt åt nordväst, men åt sydost är den kuperad.